# NGC 4662
NGC 4662 is een balkspiraalstelsel in het sterrenbeeld Jachthonden. Het hemelobject werd op 17 maart 1787 ontdekt door de Duits-Britse astronoom William Herschel.

## Synoniemen
- UGC 7917
- MCG 6-28-25
- ZWG 188.18
- KARA 550
- PGC 42904